# Quimperiinae
Die Quimperiinae sind eine Unterfamilie der Spulwürmer mit über 70 Arten. Sie sind Parasiten bei Fischen, einige auch bei Amphibien.

## Merkmale
Die Unterfamilie hat die Eigenschaften der Quimperiidae. Die Mundhöhle fehlt oder ist sehr klein. Ein Blinddarm ist nicht ausgebildet, was sie eindeutig von den Omeiinae unterscheidet. Das Gubernaculum fehlt oder ist nur sehr klein.

## Systematik
Zur Unterfamilie gehören 16 Gattungen:
- Buckleynema Ali & Singh, 1954
- Chabaudus Inglis & Ogden, 1965
- Desmognathinema Baker, Goater & Esch, 1987
- Ezonema Boyce, 1971
- Gendria Baylis, 1930
- Gibsonnema Moravec, Salgado-Maldonado & Aguilar-Aguilar, 2002
- Haplodidentus Naidu & Thakare, 1981
- Haplonema Ward & Magath, 1917
- Neoomeia Yin & Zhang, 1984
- Neoparaseuratum Moravec, Kohn & Fernandes, 1992
- Paraquimperia Baylis, 1934
- Paraseuratoides Wang, 1984
- Paraseuratum Johnston & Mawson, 1940
- Pingus Hsu, 1933
- Quimperia Gendre, 1928
- Subulascaris Freitas & Dobbin, 1957
- Touzeta Petter, 1987